# Boxholm község
Boxholm község (svédül: Boxholms kommun) Svédország 290 községének egyike. Östergötland megyében található, székhelye Boxholm.
A mai község 1971-ben jött létre.

## Települések
A község települései:
| Település | Népesség | Megjegyzés         |
| --------- | -------- | ------------------ |
| Boxholm   | 3182     | a község székhelye |
| Strålsnäs | 446      |                    |

## Népesség
| Lakosok száma | 5298 | 5453 | 5449 | 5476 | 5441 | 5512 | 5498 | 5523 | 5517 | 5510 |
|               | 2014 | 2017 | 2018 | 2019 | 2020 | 2021 | 2022 | 2023 | 2024 | 2025 |

### Külső hivatkozások
- Hivatalos honlap (svéd, angol)